# Lankacoccus ornatus
Lankacoccus ornatus är en insektsart som först beskrevs av Green 1922.  Lankacoccus ornatus ingår i släktet Lankacoccus och familjen ullsköldlöss. Inga underarter finns listade i Catalogue of Life.